# باشگاه ورزشی الوحدات
باشگاه ورزشی الوحدات (عربی: نادي الوحدات) باشگاه ورزشی در شهر امان، اردن است.
این باشگاه که در سال ۱۹۵۶ تأسیس شده از گذشته رقابت شدیدی با رقیب محلی خود یعنی باشگاه فوتبال الفیصلی دارد. این باشگاه در لیگ اردن موفق به کسب یازده بار قهرمانی و هفت بار جام حذفی اردن را برنده شده. این باشگاه بقیر از فوتبال در رشته‌های دیگر مثل والیبال، بسکتبال، تنیس روی میز نیز فعالیت می‌کند.

## دستاوردها
- لیگ اردن: ۱۲

۱۹۸۰، ۱۹۸۷، ۱۹۹۱، ۱۹۹۴، ۱۹۹۵، ۱۹۹۶، ۱۹۹۷، ۲۰۰۵، ۲۰۰۷، ۲۰۰۸، ۲۰۰۹، ۲۰۱۱
- جام حذفی اردن: ۹

۱۹۸۲، ۱۹۸۵، ۱۹۸۹، ۱۹۹۶، ۱۹۹۷، ۲۰۰۰، ۲۰۰۹، ۲۰۱۰، ۲۰۱۱
- جام اتحادیه اردن: ۹

۱۹۸۲، ۱۹۸۳, ۱۹۸۸, ۱۹۹۵، ۲۰۰۲، ۲۰۰۴، ۲۰۰۸، ۲۰۰۹، ۲۰۱۰، ۲۰۱۱
- سوپر جام اردن: ۱۱

۱۹۸۹، ۱۹۹۲، ۱۹۹۶، ۱۹۹۷، ۱۹۹۸، ۲۰۰۰، ۲۰۰۱، ۲۰۰۵، ۲۰۰۸، ۲۰۰۹، ۲۰۱۰، ۲۰۱۱

## عملکرد در مسابقات AFC
- لیگ قهرمانان آسیا: ۳ دوره حضور

۰۳–۲۰۰۲: مقدماتی غرب آسیا – دوره دوم
۲۰۱۵: مرحله مقدماتی – دور دوم
۲۰۱۶: مرحله مقدماتی – دور حذفی
- جام قهرمانان آسیا: ۱ دوره حضور

۱۹۹۶: دوره اول
- ای‌اف‌سی کاپ: ۸ دوره حضور

۲۰۰۶: نیمه نهایی
۲۰۰۷: نیمه نهایی
۲۰۰۸: مرحله گروهی
۲۰۰۹: مرحله گروهی
۲۰۱۰: مرحله گروهی
۲۰۱۱: نیمه نهایی
۲۰۱۲: یک چهارم
۲۰۱۵: یک شانزدهم
- جام برندگان جام آسیا: ۲ دوره حضور

۲۰۰۰/۰۱: یک چهارم
۲۰۰۱/۰۲: دوره دوم

## حامی مالی

### حامی رسمی
زین

### ارائه دهنده لباس
- آدیداس (۲۰۰۰–۲۰۰۷)
- اول‌اشپورت (۲۰۰۷–۲۰۱۰)
- آدیداس (۲۰۱۰–)

## رقابت

### تیم‌های رقیب
- الفیصلی
- الشباب الاردن (رقیب خارج شهر امان)
- البقعة (یکی دیگر از اردوگاه پناهندگان فلسطینی در طرف دیگر شهر)